# Grand Prix de Malta
El Grand Prix de Malta fue un torneo de snooker que se celebró en la ciudad maltesa de La Valeta entre 1994 y 2001. Tan solo fue de ranking en 2000. Stephen Hendry, que se impuso (7-1) a Mark Williams en la postrera edición, quedó como último campeón.

## Historia

### Ganadores
| Año                                 | Ganador        | Resultado | Subcampeón    | Referencias |
| ----------------------------------- | -------------- | --------- | ------------- | ----------- |
| Grand Prix de Malta (de invitación) |                |           |               |             |
| 1994                                | John Parrott   | 7-6       | Tony Drago    | [ 1 ]       |
| 1995                                | Peter Ebdon    | 7-4       | John Higgins  | [ 1 ] [ 2 ] |
| 1996                                | Nigel Bond     | 7-3       | Tony Drago    | [ 1 ] [ 3 ] |
| 1997                                | Ken Doherty    | 7-5       | John Higgins  | [ 1 ] [ 4 ] |
| 1998                                | Stephen Hendry | 7-6       | Ken Doherty   | [ 1 ] [ 5 ] |
| Grand Prix de Malta (de ranking)    |                |           |               |             |
| 2000                                | Ken Doherty    | 9-3       | Mark Williams | [ 1 ] [ 6 ] |
| Grand Prix de Malta (de invitación) |                |           |               |             |
| 2001                                | Stephen Hendry | 7-1       | Mark Williams | [ 1 ]       |